# J.D. Tippit
J. D. Tippit (18. september 1924 – 22. november 1963) var en amerikansk politibetjent fra Dallas Police Department, som ifølge forskellige undersøgelser, herunder Warrenkommissionen, blev skudt og dræbt af John F. Kennedys formodede morder, Lee Harvey Oswald, nogle minutter efter attentatet på Kennedy. Tippit blev 39 år.